# Conte di Clarendon

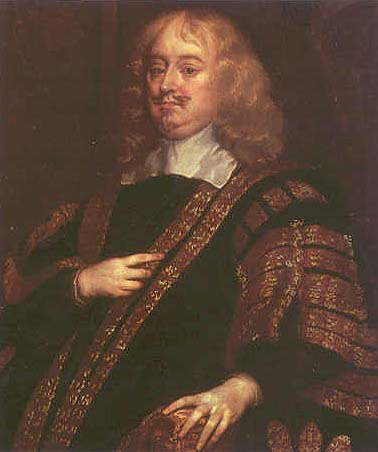
Edward Hyde, I conte Clarendon

Conte di Clarendon è un titolo nobiliare inglese creato due volte nella storia britannica, nel 1661 e nel 1776.

## Prima creazione del titolo
Il titolo fu creato per la prima volta fra i pari d'Inghilterra nel 1661 per lo statista Edward Hyde, I barone Hyde. Fu cancelliere dello Scacchiere dal 1643 al 1646 e lord cancelliere dal 1658 al 1667 ed un suo fedele consigliere politico di Carlo II, anche se poi cadde in disgrazia e fu costretto all'esilio. Hyde era già stato creato barone Hyde, di Hindon nella contea del Wiltshire, nel 1660, e fu creato visconte Cornbury, nella contea di Oxford, nello stesso periodo in cui diventò conte. Anche questi titoli erano fra i pari d'Inghilterra. il suo secondo figlio maschio, the Hon. Laurence Hyde fu anche egli un politico e creato conte di Rochester nel 1682. La figlia di Lord Clarendon, Lady Anne Hyde sposò il futuro Giacomo II d'Inghilterra e fu madre d elle regine Maria II e Anna.
Lord Clarendon fu succeduto dal maggiore dei suoi due figli maschi, Henry, il secondo conte. Anche lui era un uomo politico e servì come lord del sigillo privato e lord luogotenente d'Irlanda. Suo figlio, il terzo conte, fu rappresentante per il Wiltshire e Christchurch alla camera dei comuni e funse da governatore di New York, prima di succedere alla contea; aveva sposato Catherine, VIII baronessa Clifton, ma morì a New York prima di diventare contessa. Il loro unico figlio maschio Edward Hyde, visconte Cornbury, successe a sua madre come IX barone Clifton nel 1706; morì dieci anni prima di suo padre, celibe. La loro unica figlia Lady Theodosia successe a suo fratello come X baronessa Clifton (vedi Barone Clifton per la storia successiva di questo titolo).
Lord Clarendon fu succeduto da suo cugino di primo grado, Henry Hyde, II conte di Rochester, che diventò il quarto conte di Clarendon; era l'unico figlio maschio del primo conte di Rochester. In precedenza aveva rappresentato Launceston alla camera dei comuni e servito come lord luogotenente di Cornovaglia. Il suo unico figlio superstite ed erede apparente Henry Hyde, visconte Cornbury, fu convocato alla camera dei lord attraverso un writ of acceleration con il titolo minore di suo padre di barone Hyde nel 1751. Tuttavia, morì senza figli nel mese di aprile 1753, otto mesi prima della morte di suo padre. Di conseguenza, alla morte di Lord Clarendon, nel dicembre 1753 tutti i titoli si estinsero.

## Seconda creazione del titolo
Lady Jane Hyde, la figlia maggiore di Henry Hyde, IV conte di Clarendon, sposò William Capell, III conte di Essex. La loro figlia, Lady Charlotte Capell sposò il diplomatico e politico Thomas Villiers secondo figlio di William Villiers, II conte di Jersey.

Villiers fu inviato a Vienna e Berlino, e servì in qualità di Ministro delle Poste (Joint Postmaster General) e come Cancelliere del Ducato di Lancaster. Nel 1748 venne nominato barone del Regno di Prussia, titolo che ebbe licenza Reale inglese e poté essere utilizzato anche in Gran Bretagna. Nel 1776, la contea di Clarendon fu ripresa e William Villiers fu nominato primo conte di Clarendon.
A Lord Clarendon succedette il figlio maggiore Thomas Villiers che fu deputato al Parlamento per il seggio di Christchurch e Helston. Non si sposò mai e fu seguito dal fratello minore, il terzo conte, John Villiers.

Questi fu rappresentante per diverse circoscrizioni alla Camera dei Comuni e servì come Comptroller of the Household tra il 1789 e il 1790. Ebbe solo una figlia e gli succedette il nipote, George Villiers, IV conte di Clarendon, diretto antenato dell'attuale detentore George Villiers, VIII conte di Clarendon.

## Conti di Clarendon, prima creazione (1661)
- Edward Hyde, I conte di Clarendon (1609–1674)
- Henry Hyde, II conte di Clarendon (1638–1709)
- Edward Hyde, III conte di Clarendon (1661–1723)
  - Edward Hyde, Viscount Cornbury, 9th Baron Clifton (1691–1713)
- Henry Hyde, IV conte di Clarendon, II conte di Rochester (1672–1753)
  - Henry Hyde, visconte Cornbury, V baronr Hyde (1710–1753)

## Conti di Clarendon, seconda creazione (1776)
- Thomas Villiers, I conte di Clarendon (1709–1786)
- Thomas Villiers, II conte di Clarendon (1753–1824)
- John Villiers, III conte di Clarendon (1757–1838)
- George Villiers, IV conte di Clarendon (1800–1870)
  - Edward Hyde Villiers, Lord Hyde (1845–1846)
- Edward Villiers, V conte di Clarendon (1846–1914)
- George Villiers, VI conte di Clarendon (1877–1955)
  - George Villiers, Lord Hyde (1906–1935)
- Laurence Villiers, VII conte di Clarendon (1933–2009)
- George Edward Laurence Villiers, VIII conte di Clarendon (b. 1976)

L'erede apparente è il figlio maggiore dell'attuale detentore, Edward George James Villiers, Lord Hyde (nato nel 2008)